# Artère carotide commune

Arc aortique avec ses collatérales. On observe les deux origines des artères carotides communes droite et gauche.

Cet article possède un paronyme, voir Carotide.
En anatomie humaine, l'artère carotide commune (arteria carotis communis), ancienne artère carotide primitive, est une artère située dans le thorax et le cou, et qui vascularise la plus grande partie de la tête et une partie du cou.
Dans le cou, elle a un trajet similaire à celui de la veine jugulaire interne et du nerf vague, au sein de la gaine carotidienne. Elle est facilement perceptible à la palpation, sur le côté du cartilage thyroïde (pomme d'Adam), et en avant du muscle sterno-cléido-mastoïdien.
L'étymologie du terme « carotide » vient du grec ancien καρωτίδες / karōtídes, « (les deux) artères carotides », dérivé de καρωτικός / karōtikós, « soporifique », parce que ces artères une fois compressées étaient censées causer l’évanouissement ou l’apoplexie.

## Structure
L'artère carotide commune est paire, ce qui signifie qu'il existe une gauche et une droite. Elles sont identiques dans le cou, mais ont un trajet et une origine différente dans le thorax.
La carotide commune droite nait du tronc artériel brachio-céphalique, tandis que la carotide commune gauche nait directement de la crosse aortique, en règle générale. Dans environ 15 à 20 % des cas, la carotide commune gauche peut naître d'un tronc commun soit avec le tronc artériel brachio-céphalique, soit de la carotide commune droite. C'est ce que l'on nomme une "arche bovine" (qui est une mauvaise appellation puisque les bovins n'ont pas ce type d'anatomie).
Elle se divise en deux branches, les artères carotide interne et carotide externe, au niveau de la 4e vertèbre cervicale en regard des grandes cornes de l'os hyoïde ou des cornes supérieures du cartilage thyroïde.

### Partie thoracique
Seule l'artère carotide commune gauche a une partie importante dans la région thoracique. Celle-ci nait de la face supérieure de la crosse de l'aorte, et monte dans le médiastin supérieur, derrière l'articulation sterno-claviculaire gauche, où elle se continue avec la portion cervicale.

## Rapports
Au cours de son trajet thoracique, l'artère carotide commune gauche est en rapport avec les parties suivantes : En avant, elle est séparée du manubrium sternal par les muscles sterno-hyoidien et sterno-thyroïdien, la partie antérieure de la plèvre et du poumon gauche, la veine brachiocéphalique gauche et le reste du thymus. En arrière, on trouve la trachée, l'œsophage, le nerf laryngé récurrent gauche, et le canal thoracique. L'artère sous-clavière gauche est postérieure et légèrement latérale.

## Corpuscule carotidien
Le corpuscule carotidien ou (glomus) est une structure de 5 mm située en arrière de la bifurcation carotidienne. Il contient des chémorécepteurs permettant le contrôle de la concentration sanguine en gaz carbonique (CO2) et dioxygène (O2).